# Janusz Kręcidło
Janusz Kręcidło (ur. 12 września 1966 w Pstrągowej) – polski duchowny katolicki, saletyn, profesor nauk teologicznych, profesor zwyczajny, kierownik Katedry Egzegezy Nowego Testamentu w Instytucie Nauk Teologicznych Uniwersytetu Kardynała Stefana Wyszyńskiego w Warszawie.

## Życiorys
W 1986 wstąpił do zakonu saletynów. W 1993 ukończył studia magisterskie na Papieskiej Akademii Teologicznej w Krakowie i przyjął święcenia kapłańskie. W 1998 uzyskał licencjat nauk teologicznych. Doktorat obronił w 2002. W latach 2002–2005 odbył studia w Papieskim Instytucie Biblijnym w Rzymie (licencjat nauk biblijnych). W 2005 studiował w École biblique et archéologique française de Jérusalem (certificat de scholarité). Habilitował się w 2009. W 2015 otrzymał tytuł naukowy profesora nauk teologicznych w zakresie biblistyki.
W 2019 został członkiem Rady Doskonałości Naukowej I kadencji. Od 2020 r. członek Komitetu Nauk Teologicznych Polskiej Akademii Nauk. Członek Zarządu Stowarzyszenia Biblistów Polskich w kadencji 2023–2028.
Specjalizuje się w biblistyce i teologii biblijnej. Na UKSW pełnił między innymi funkcje: senatora, kierownika Studiów Doktoranckich, dyrektora Instytutu Nauk Biblijnych,  kierownika Katedry Historii Biblijnej (od 2011), przewodniczącego Wydziałowej Komisji Rekrutacyjnej ds. Doktorantów, przewodniczącego Wydziałowej Komisji Stypendialnej ds. Doktorantów.  
W 2021 odznaczony Srebrnym Krzyżem Zasługi.
Honorowy obywatel Gminy Niebylec (od 2022 r.).

## Wybrane autorskie publikacje monograficzne
- Duch Święty i Jezus w Ewangelii Świętego Jana : funkcja pneumatologii w chrystologicznej strukturze czwartej Ewangelii (2006)
- Jesus' final call to faith (John 12,44-50) : literary approach (2007)
- The Spirit Paraclete and Jesus in the Gospel of John (2008)
- Honor i wstyd w interpretacji Ewangelii : szkice z egzegezy antropologicznokulturowej (2013)
- Biblijne mozaiki. T. 1 (2016)
- Biblijne mozaiki. T. 2 (2016)
- Komentarz duchowy do Ewangelii św. Jana (2021)